# Vachtang Iagorasjvili
Vachtang Iagorasjvili, född den 5 april 1964 i Tbilisi, Georgien, är en sovjetisk och därefter georgisk samt amerikansk idrottare inom modern femkamp.
Han tog OS-brons i den individuella tävlingen i samband med de olympiska tävlingarna i modern femkamp 1988 i Seoul.